# Super Godzilla
Super Godzilla är ett TV-spel som lanserades till Super NES av Toho 1993.
I spelet styr man Godzilla eller Super Godzilla genom olika banor genom att trycka på rätt knapp vid rätt tillfälle, när man stöter på en fiende så växlar skärmen till fajtingläge.

## Fiender
Förutom UFO:n som man får slåss mot från och med bana 2 stöter man på dessa fiender:
- King Ghidorah
- Mechagodzilla (Heisei Mechagodzilla i den japanska versionen; Showa Mechagodzilla i den amerikanska)
- Biollante
- Battra
- Mecha-King Ghidorah
- Bagan (Sista bossen)